# Oh My Venus
Oh My Venus (오 마이 비너스?, O ma-i bineoseuLR) è una serie televisiva sudcoreana trasmessa su KBS2 dal 16 novembre 2015 al 5 gennaio 2016.

## Trama
Da bambino Kim Young-ho ha sofferto di una malattia devastante, perciò crede che uno stile di vita sano e l'attività fisica siano gli unici modi per sopravvivere. Diventato adulto, lavora come personal trainer per le star di Hollywood sotto il nome di John Kim, all'insaputa della sua ricca famiglia. Kang Joo-eun, invece, durante l'adolescenza era semi-famosa per il viso carino e il fisico invidiabile, ma in quindici anni è considerevolmente ingrassata. In aereo Joo-eun incontra Young-ho, di ritorno in Corea in seguito ad uno scandalo con un'attrice, ed egli la salva da un collasso respiratorio. Dopo essere stata scaricata dal fidanzato Woo Im-shik, Joo-eun convince Young-ho a rimetterla in forma, altrimenti rivelerà la sua attività ai suoi familiari. La donna si trasferisce da lui dopo un incidente di stalking che la costringe a vendere il suo appartamento. Mentre lavorano sulla sua trasformazione fisica, si innamorano l'uno dell'altra.

## Personaggi
- Kim Young-ho/John Kim, interpretato da So Ji-sub
- Kang Joo-eun, interpretata da Shin Min-a
- Im Woo-shik, interpretato da Jung Gyu-woon
- Oh Soo-jin, interpretata da Yoo In-young
- Jang Joon-sung, interpretato da Sung Hoon
- Kim Ji-woong, interpretato da Henry Lau
- Jang Yi-jin, interpretata da Jung Hye-sung
- Choi Hye-ran, interpretata da Jin Kyung
- Lee Hyun-woo, interpretata da Jo Eun-ji
- Min Byung-wook, interpretato da Choi Jin-ho

## Ascolti
| Episodio | Data di trasmissione | Dati TNMS           | Dati TNMS                  | Dati AGB            | Dati AGB                   |
| Episodio | Data di trasmissione | A livello nazionale | Area metropolitana di Seul | A livello nazionale | Area metropolitana di Seul |
| -------- | -------------------- | ------------------- | -------------------------- | ------------------- | -------------------------- |
| 1        | 16 novembre 2015     | 7,4%                | 8,6%                       | 7,4%                | 8,1%                       |
| 2        | 17 novembre 2015     | 7,0%                | 8,7%                       | 8,2%                | 9,3%                       |
| 3        | 23 novembre 2015     | 7,4%                | 8,7%                       | 8,4%                | 9,5%                       |
| 4        | 24 novembre 2015     | 8,1%                | 9,9%                       | 9,4%                | 10,5%                      |
| 5        | 30 novembre 2015     | 7,1%                | 7,7%                       | 8,8%                | 9,5%                       |
| 6        | 1 dicembre 2015      | 7,9%                | 8,8%                       | 9,7%                | 10,7%                      |
| 7        | 7 dicembre 2015      | 6,6%                | 7,4%                       | 8,2%                | 8,8%                       |
| 8        | 8 dicembre 2015      | 7,0%                | 8,5%                       | 9,4%                | 10,2%                      |
| 9        | 14 dicembre 2015     | 7,2%                | 8,4%                       | 8,7%                | 9,5%                       |
| 10       | 15 dicembre 2015     | 7,4%                | 7,8%                       | 8,9%                | 9,8%                       |
| 11       | 21 dicembre 2015     | 6,5%                | 7,2%                       | 8,4%                | 9,1%                       |
| 12       | 22 dicembre 2015     | 6,7%                | 8,0%                       | 8,6%                | 9,5%                       |
| 13       | 28 dicembre 2015     | 6,7%                | 7,4%                       | 8,7%                | 8,8%                       |
| 14       | 29 dicembre 2015     | 7,5%                | 8,5%                       | 9,9%                | 10,9%                      |
| 15       | 4 gennaio 2016       | 6,7%                | (<7,2)%                    | 8,4%                | 8,9%                       |
| 16       | 5 gennaio 2016       | 7,5%                | 7,4%                       | 8,7%                | 9,0%                       |
| Media    | Media                | 7,2%                |                            | 8,7%                | 9,5%                       |

## Colonna sonora
1. Beautiful Lady – Kim Jong-hyun
2. Darling U – Kim Tae-woo feat. Ben
3. That Person (Duet Ver.) (그런 사람 (Duet Ver.)) – Lyn feat. Shin Yong-jae
4. It's Me – MIII
5. I'll Be There (내가 있을게) – Tei
6. Oh My Venus (오 마이 비너스) – Snuper
7. Love Moves On (사랑은 그렇게) – Kei delle Lovelyz
8. That Person (Woman Ver.) (그런 사람 (Woman Ver.)) – Lyn
9. That Person (Man Ver.) (그런 사람 (Man Ver.)) – Shin Yong-jae

## Riconoscimenti
| Anno | Premio           | Categoria                                 | Ricevente              | Risultato       |
| ---- | ---------------- | ----------------------------------------- | ---------------------- | --------------- |
| 2015 | APAN Star Awards | Popular Star Award, Actress               | Yoo In-young           | Vincitore/trice |
| 2015 | KBS Drama Awards | Top Excellence Award, Actor               | So Ji-sub              | Vincitore/trice |
| 2015 | KBS Drama Awards | Top Excellence Award, Actress             | Shin Min-a             | Candidato/a     |
| 2015 | KBS Drama Awards | Excellence Award, Actor in a Miniseries   | So Ji-sub              | Candidato/a     |
| 2015 | KBS Drama Awards | Excellence Award, Actress in a Miniseries | Shin Min-a             | Vincitore/trice |
| 2015 | KBS Drama Awards | Popularity Award, Actor                   | So Ji-sub              | Candidato/a     |
| 2015 | KBS Drama Awards | Popularity Award, Actress                 | Shin Min-a             | Candidato/a     |
| 2015 | KBS Drama Awards | Best Couple Award                         | So Ji-sub e Shin Min-a | Vincitore/trice |

## Distribuzioni internazionali
| Paese      | Canale/i             | Prima TV                | Titolo adottato                                                |
| ---------- | -------------------- | ----------------------- | -------------------------------------------------------------- |
| Hong Kong  | TVB Korean Drama     | 3 aprile-20 maggio 2016 | 塑身女神                                                       |
| Thailandia | Channel 7            | 2 luglio 2016-concluso  | Oh My Venus ไม่อ้วนเอาเท่าไร (Oh My Venus - Non molto sovrappeso) |
| Filippine  | GMA Network          | 4 luglio-12 agosto 2016 | Oh My Venus                                                    |
| Taiwan     | Star Chinese Channel | 19 luglio 2016          | 我的維納斯 (La mia venere)                                     |
| Malaysia   | 8TV                  | 25 luglio 2016          | Oh My Venus                                                    |